# 리사 아치
리사 아치(Lisa Arch, 1971년 11월 23일 ~ )는 미국의 연극 배우, 텔레비전 배우, 희극 배우, 영화배우이다.
우들랜드힐스에서 태어났다.

## 영화
- 한나 몬타나 (2006년)
- 빌보드 대드 (1998년)